# Жизнь и смерть Питера Селлерса
«Жизнь и смерть Питера Селлерса» (англ. The Life and Death of Peter Sellers) — фильм 2004 года о жизни британского комика Питера Селлерса, основанный на книге Роджера Льюиса под одноимённым названием.

## Сюжет
В фильме показана история жизни экстравагантной кинозвезды Питера Селлерса, который стал легендой ещё при жизни. Однако несмотря на успешную карьеру, он до самой смерти оставался взрослым ребёнком.

## В ролях
- Джеффри Раш — Питер Селлерс
- Шарлиз Терон — Бритт Экланд
- Эмили Уотсон — Анни Селлерс
- Джон Литгоу — Блейк Эдвардс
- Мириам Маргулис — Пэг Селлерс
- Питер Вон — Билл Селлерс
- Соня Аквино — Софи Лорен
- Стэнли Туччи — Стэнли Кубрик
- Стивен Фрай — Морис Вудрафф
- Элисон Стедман — агент
- Эмилия Фокс — Линн Фредерик
- Найджел Хэверс — Дэвид Нивен
- Хайди Клум — Урсула Андресс
- Люси Панч — стюардесса
- Джозеф Лонг — Карло Понти